# Park Narodowy Yacambú
Park Narodowy Yacambú (hiszp. Parque nacional Yacambú) – park narodowy w Wenezueli położony w stanach Lara i Portuguesa. Został utworzony 12 czerwca 1962 roku i zajmuje obszar 269,16 km². W 2005 roku został zakwalifikowany przez BirdLife International jako ostoja ptaków IBA. Na zachód od niego znajduje się Park Narodowy Dinira, na południe Park Narodowy El Guache, a na wschód Park Narodowy Terepaima.

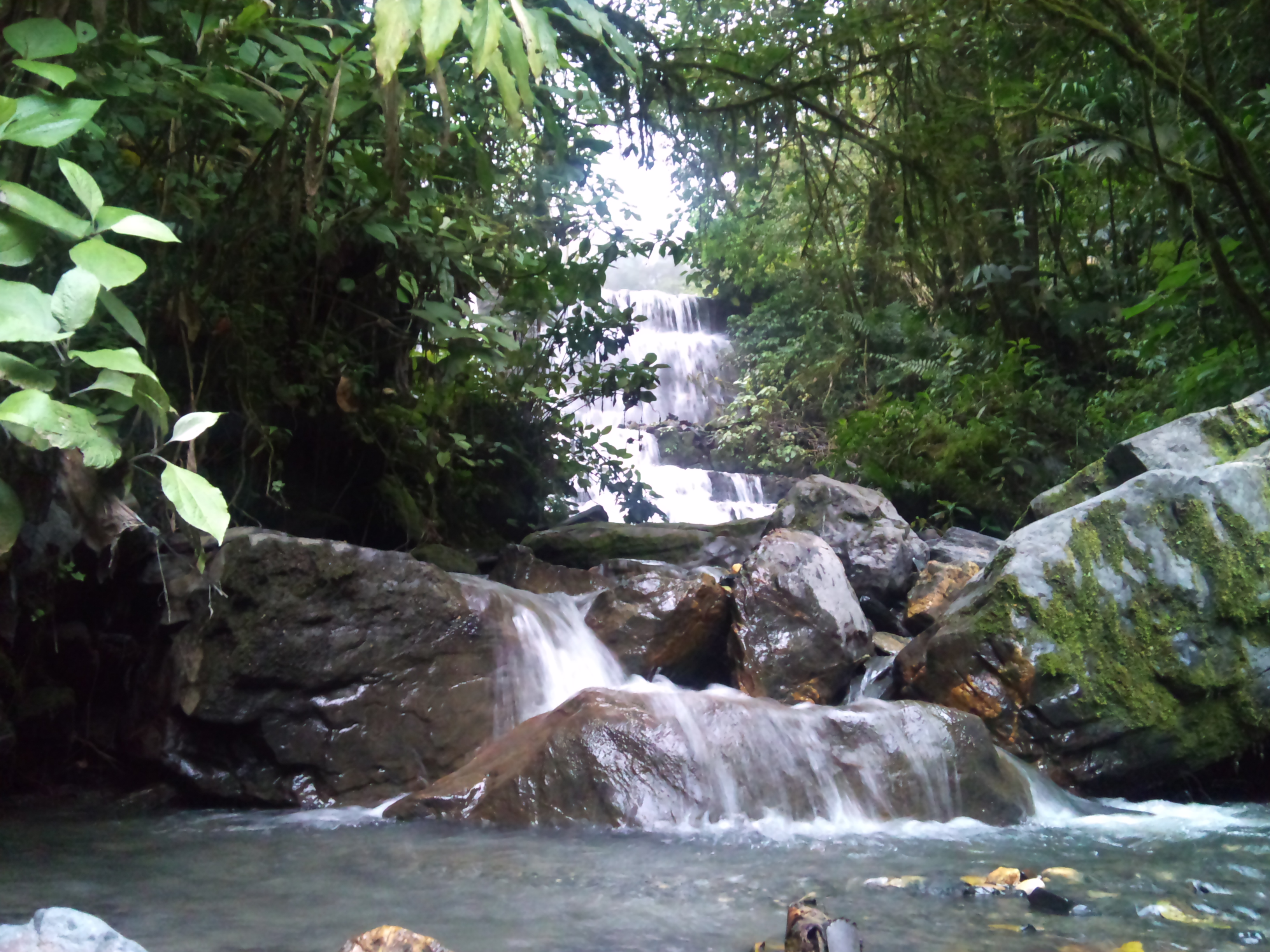
Jeden z wodospadów w parku

## Opis
Park znajduje się na północno-wschodnim krańcu Andów i obejmuje południowe zbocza pasma górskiego Sierra de Portuguesa, w dorzeczach rzek Yacambú, Tocuyo i Turbio, na wysokościach od 500 do 2200 m n.p.m. Występują tu liczne rzeki i potoki, takie jak m.in.: Tocuyo, Atarigua, Turbio, Yacambú, Guanare i Portuguesa. Większą część parku pokrywa las mglisty. W najniżej położonej części (do wysokości 700 m n.p.m.) występują tropikalny wilgotny las górski i sawanny. W północnej części parku nagromadzenie pirytu w skałach powoduje reakcje chemiczne w kontakcie z wilgotnym powietrzem. W jej wyniku powstają gazy tworzące chmury widoczne z odległości dziesięciu kilometrów. Jest to jedna z większych atrakcji turystycznych w parku, błędnie określana jako fumarola.
Średnia roczna temperatura wynosi +20,6 °C, a średnie roczne opady 2040 mm.

## Flora
W parku rosną narażone na wyginięcie (VU) Tabebuia chrysantha i Conchocarpus larensis, a także m.in.: Sloanea caribaea, Trichilia pallida, Zanthoxylum ocumarense, Posoqueria coriacea, Calatola venezuelana, Alchornea triplinervia, Simira erythroxylon, Fuchsia tillettiana, Couepia platycalyx, Erythrina poeppigiana, Machaerium acuminatun, Trophis racemosa, Platymiscium polystachyum, Platymiscium diadelphum, Terminalia amazonica, Simira lezamae i Lafoensia punicifolia.
Występuje tu duża różnorodność storczyków. Jest wśród nich m.in. Cattleya mossiae, narodowy kwiat Wenezueli.

## Fauna
Ssaki żyjące w parku to narażone na wyginięcie (VU) andoniedźwiedź okularowy i tapir amerykański, a także m.in.: jaguar amerykański, puma płowa, hirara amerykańska, paka nizinna, paka górska, aguti złocisty i mazama ruda.
Odnotowano tu 254 gatunki ptaków. Są to zagrożony wyginięciem (EN) czyż czerwony, narażone na wyginięcie (VU) czubacz hełmiasty i derkaczyk rdzawoboczny, a także m.in.: kusaczka wenezuelska, rudosterka krasnoucha, złocik wenezuelski, fiołkowik, czakalaka rdzaworzytna, pieprzojad zmienny, modrowronka zielona, tangarka kropkowana i łuszcz strojny.